# Stodolní
Stodolní ulice v centru Ostravy je unikátní fenomén ostravského společenského života. V ulici samotné a v jejím těsném okolí se nacházejí desítky barů, restaurací a klubů, které jsou zejména o víkendu hojně navštěvovány mladou a střední generací. Její popularita s sebou však nese i negativní aspekty v podobě zvýšené kriminality. Proto je ulice pod dohledem policejních hlídek a kamerového systému. V roce 2006 byla ulice rekonstruována.
Dne 20. listopadu 2007 byla poblíž konce ulice otevřena nová vlaková zastávka Ostrava centrum (od 15. června 2008 změněn název na Ostrava-Stodolní) ležící na trati Ostrava – Valašské Meziříčí, která měla usnadnit dopravu do centra Ostravy.
Ulice je součástí lokality, která se má podle plánu stát novou kulturní čtvrtí města. V sousedství došlo v roce 2020 k realizaci rekonstrukce budovy historických jatek coby nového sídla galerie PLATO. V roce 2020 město nabízelo celý blok budov v dolní části ulice soukromému investorovi k částečné či úplné demolici a částečné či úplné přestavbě, a to tak, aby vznikl blok kvalitní architektury s komerčním parterem nabízející lidem kvalitní služby.

## Hotel Brioni
Dům č. 876/8 na Stodolní ulici je hotel Brioni, který se proslavil svým odmítavým postojem k anexi Krymu. K prezentaci svého názoru přistoupil vlastník hotelu velmi svérázně, a sice tak, že se rozhodl ubytovat ruské občany pouze v případě, že podepíší dokument odsuzující anexi Krymu. Firma vlastnící hotel byla následně pokutována za diskriminaci, proti čemuž se ohradila soudní cestou. Případ nakonec skončil u ústavního soudu, který se hotelu zastal. Soud konstatoval, že šlo o bezprostřední reakci na jednoznačné porušení mezinárodního práva, že svobodné podnikání není jen cestou k zisku, ale také prostorem k seberealizaci, do nějž by stát měl zasahovat jen výjimečně, a že i státy rozlišují ve vztahu k jednotlivcům podle státní příslušnosti, která je něčím jiným než národnost nebo rasa, a tudíž nelze hovořit o diskriminaci.

## Galerie

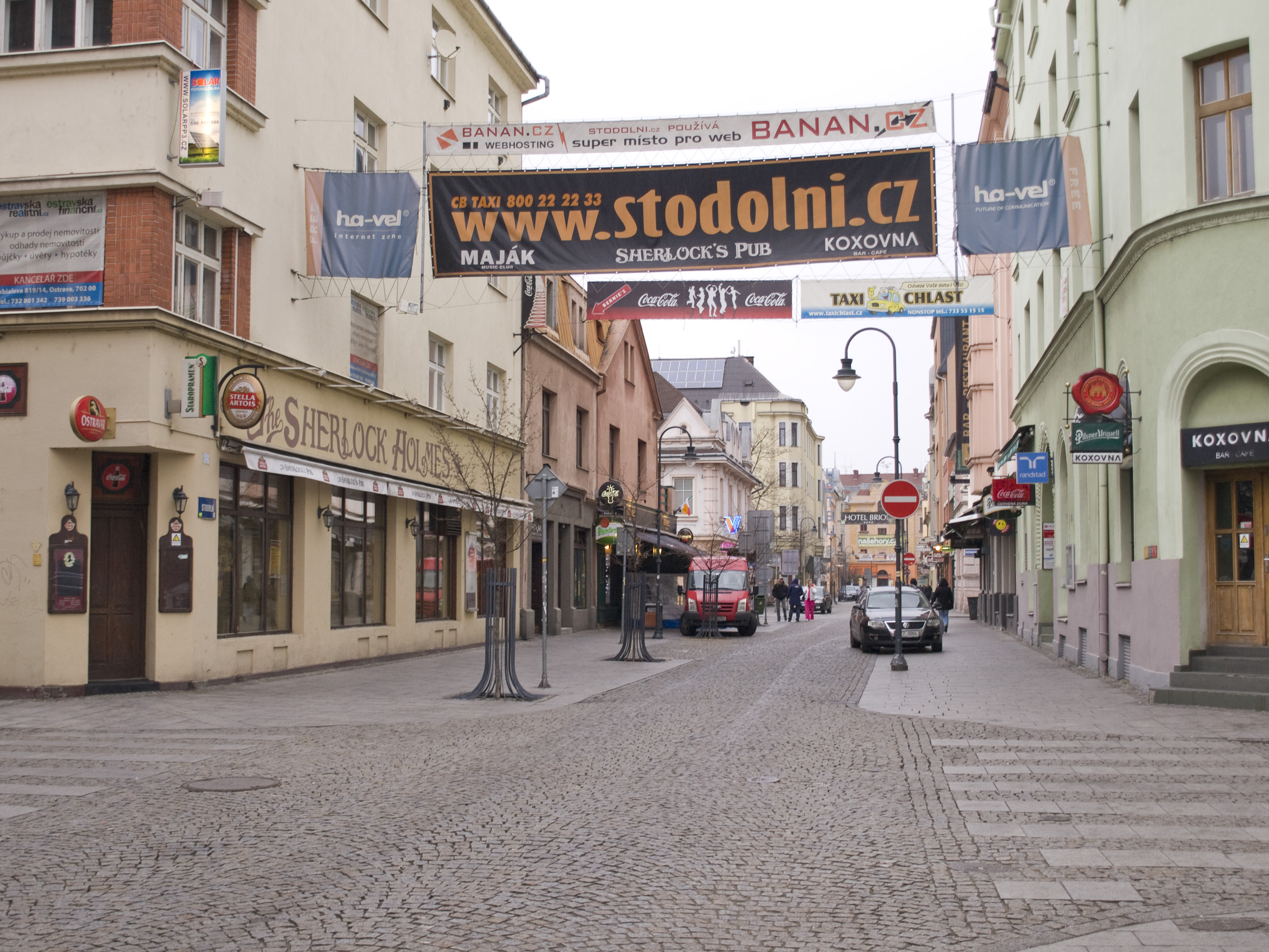
Stodolní ulice
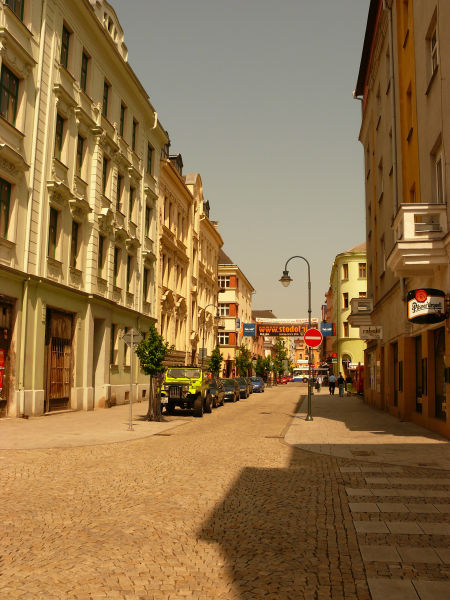
Stodolní ulice
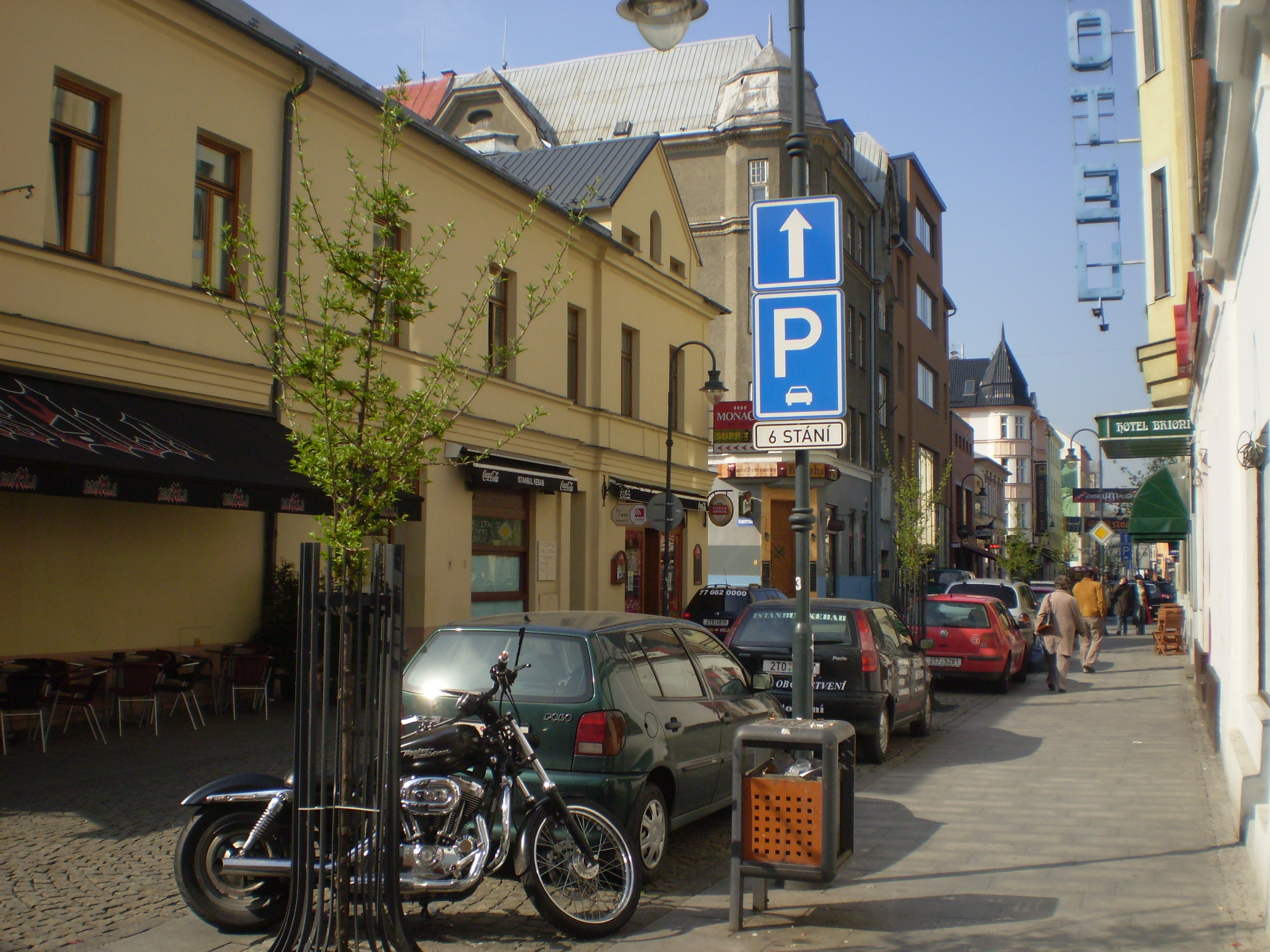
Stodolní ulice, pohled směrem od tramvajové zastávky Stodolní
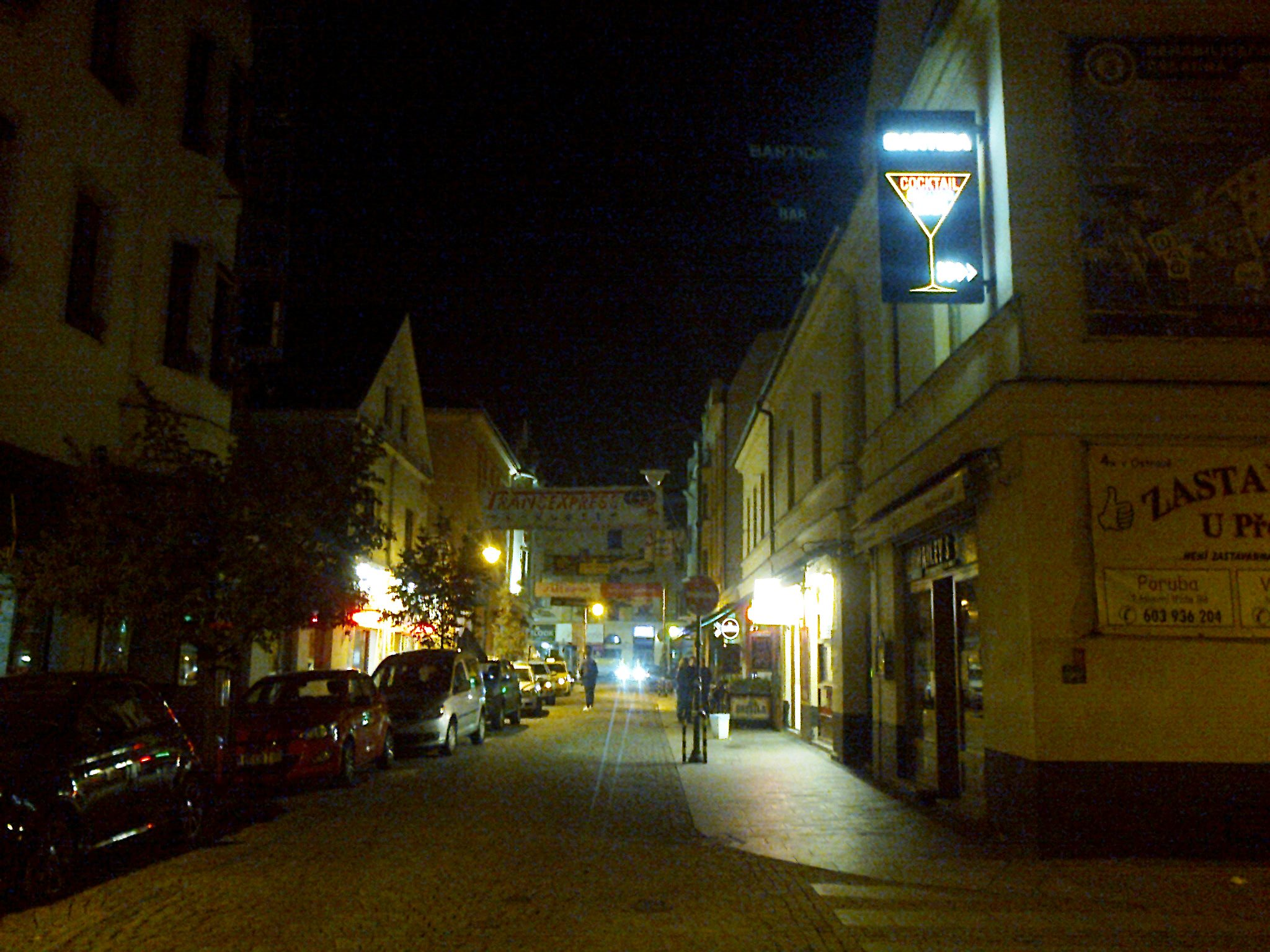
Stodolní ulice v Ostravě v noci
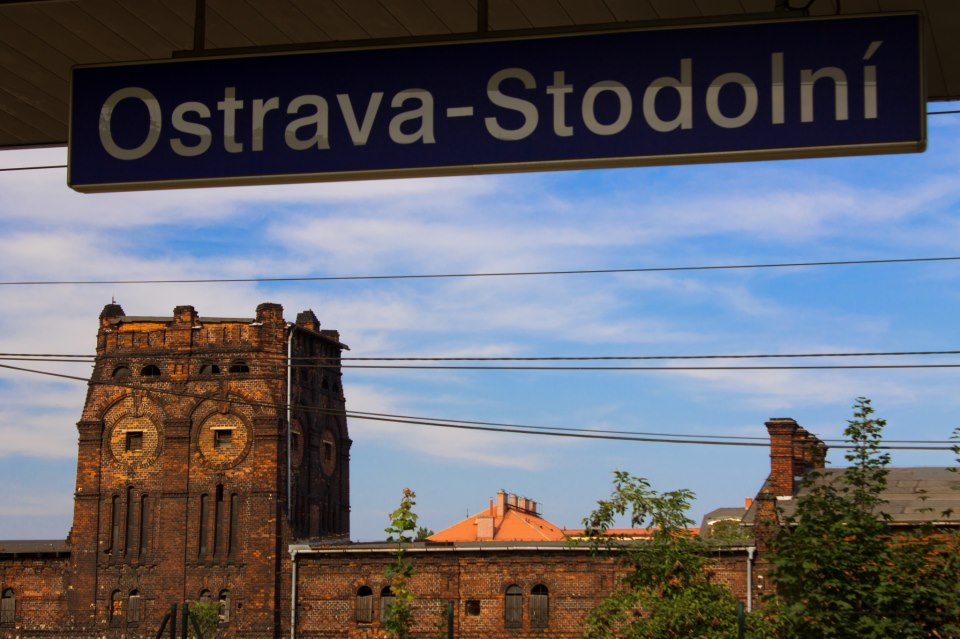
Tamější vlaková zastávka Ostrava-Stodolní